# Велозу, Аурелиану
 Аурелиану Велозу (порт. Aureliano Veloso; 25 февраля 1924, Фолгозинью — 12 июня 2019) — государственный и политический деятель Португалии. Член Социалистической партии.

## Биография
Родился в Говее, округ Гуарда. В 1950 году окончил Университет Порту по специальности «Промышленная химическая инженерия». В 1976 году стал первым демократически избранным мэром Порту, после Революции гвоздик 1974 года, и проработал до 1980 года. В январе 2011 года совет города единогласно принял решение наградить его медалью.
Был старшим братом генерала Антониу Пиреша Велозу (1926–2014), который являлся последним колониальным губернатором Сан-Томе и Принсипи и стал известен как «вице-король севера» за его власть над северной частью Португалии после Революции гвоздик. Являлся отцом Руя Велозу, певца и автора песен.

## Примечание
1. 1 2 3 4 5  https://sigarra.up.pt/up/pt/web_base.gera_pagina?p_pagina=antigos%20estudantes%20ilustres%20-%20aureliano%20capelo%20veloso
2. 1 2 3  https://www.porto.pt/pt/noticia/aureliano-veloso-primeiro-presidente-da-camara-do-porto-democraticamente-eleito-morreu-hoje
3. ↑  Amorim, Miguel (12 июня 2019). Morreu Aureliano Veloso, pai de Rui Veloso e primeiro presidente da Câmara do Porto [Aureliano Veloso, father of Rui Veloso and first Mayor of Porto, dies]. Jornal de Notícias (порт.). Архивировано 12 апреля 2021. Дата обращения: 12 апреля 2021.
4. ↑  Câmara aprovou medalhas para bispo do Porto e Aureliano Veloso [City council approved medals for Bishop of Porto and Aureliano Veloso] (порт.). Rádio e Televisão de Portugal. 25 января 2011. Архивировано 12 апреля 2021. Дата обращения: 12 апреля 2021.
5. ↑  Botelho, Leonete (17 августа 2014). Morreu Pires Veloso, o "vice-rei do Norte" [Pires Veloso, the "Viceroy of the North", dies]. Público (порт.). Архивировано 3 января 2020. Дата обращения: 12 апреля 2021.
6. ↑  Martinho, Maria (12 июня 2019). Morreu Aureliano Veloso, antigo presidente da Câmara do Porto e pai de Rui Veloso [Aureliano Veloso, former mayor of Porto and father of Rui Veloso, dies]. Observador (порт.). Архивировано 12 апреля 2021. Дата обращения: 12 апреля 2021.